# Sougé (Indre)
Sougé é uma comuna francesa na região administrativa do Centro, no departamento Indre. Estende-se por uma área de 13,08 km². Em 2010 a comuna tinha 150 habitantes (densidade: 11,5 hab./km²).